# Ivan Jakovčić
Ivan Jakovčić (ur. 15 listopada 1957 w Poreču) – chorwacki polityk związany z żupanią istryjską, były minister, parlamentarzysta, żupan i przewodniczący Istryjskiego Zgromadzenia Demokratycznego, deputowany do Parlamentu Europejskiego VIII kadencji.

## Życiorys
W 1980 ukończył studia na wydziale handlu zagranicznego Uniwersytetu w Zagrzebiu. Od 1981 do 1986 pracował w Pazinie. Od 1987 prowadził własną działalność gospodarczą w Austrii, od 1989 w Chorwacji. W 1991 został przewodniczącym powstałej rok wcześniej regionalnej partii pod nazwą Istryjskie Zgromadzenie Demokratyczne. Pełnił tę funkcję nieprzerwanie do 2014.
Od 1992 był wybierany do Zgromadzenia Chorwackiego kolejnych kadencji (w tym w 2011). Uzyskiwał też mandat do zgromadzenia regionalnego. Po wyborach w 2000 wszedł w skład rządu, na czele którego stanął Ivica Račan. Objął nowo utworzone stanowisko ministra ds. integracji europejskiej. Do dymisji podał się półtora roku później, kiedy to IDS-DDI wystąpiła z koalicji. W 2001 został żupanem w Istrii, który to urząd sprawował nieprzerwanie do 2013.
W 2014 wystartował w wyborach europejskich z listy centrolewicowej koalicji, mandat eurodeputowanego uzyskał, gdy Neven Mimica zrezygnował z jego objęcia.
Ivan Jakovčić jest żonaty, ma troje dzieci.